# Wielkie piękno
Wielkie piękno (wł. La grande bellezza) – włosko-francuski komediodramat z 2013 roku w reżyserii Paola Sorrentino. Zdjęcia kręcono w Rzymie.
Światowa premiera filmu miała miejsce 21 maja 2013 roku podczas 66. MFF w Cannes. Polska premiera filmu nastąpiła 3 sierpnia 2013 r. w ramach Festiwalu Filmu i Sztuki Dwa Brzegi.
Film otrzymał Oscara za najlepszy film nieanglojęzyczny podczas 86. ceremonii wręczenia Oscarów.

## Obsada
- Toni Servillo jako Gep Gambardella
- Carlo Verdone jako Romano
- Sabrina Ferilli jako Ramona
- Carlo Buccirosso jako Lello Cava
- Iaia Forte jako Trumeau
- Pamela Villoresi jako Viola
- Galatea Ranzi jako Stefania
- Franco Graziosi jako hrabia Colonna
- Giorgio Pasotti jako Stefano
- Massimo Popolizio jako Alfio Bracco
- Sonia Gessner jako hrabina Colonna
- Anna Della Rosa jako dziewczyna Esangue
- Luca Marinelli jako Andrea
- Serena Grandi jako Lorena
- Ivan Franek jako Ron Sweet
- Roberto Herlitzka jako kardynał Bellucci
- Isabella Ferrari jako Orietta
- Fanny Ardant w roli samej siebie

i inni

## Nagrody i nominacje
26. ceremonia wręczenia Europejskich Nagród Filmowych
- nagroda: Najlepszy Europejski Film − Paolo Sorrentino
- nagroda: Najlepszy Europejski Reżyser − Paolo Sorrentino
- nagroda: Najlepszy Europejski Aktor − Toni Servillo
- nagroda: Najlepszy Europejski Montażysta − Cristiano Travaglioli
- nominacja: Najlepszy Europejski Scenarzysta − Paolo Sorrentino i Umberto Contarello

66. MFF w Cannes
- nominacja: Złota Palma − Paolo Sorrentino

86. ceremonia wręczenia Oscarów
- nagroda: najlepszy film nieanglojęzyczny (Włochy)

18. ceremonia wręczenia Satelitów
- nominacja: najlepszy film zagraniczny (Włochy)

39. ceremonia wręczenia Cezarów
- nominacja: najlepszy film zagraniczny (Włochy)

71. ceremonia wręczenia Złotych Globów
- nagroda: najlepszy film nieanglojęzyczny (Włochy)

67. ceremonia wręczenia nagród Brytyjskiej Akademii Filmowej
- nominacja: najlepszy film nieanglojęzyczny (Włochy)